# SN 2008hu
SN 2008hu – supernowa typu Ia odkryta 1 grudnia 2008 roku w galaktyce E561-G18. W momencie odkrycia miała maksymalną jasność 18,60m.